# Edward Thornton
Sir Edward Thornton KCB (13 de julho de 1817 — 26 de julho de 1906), 2.º conde de Cacilhas, foi um proeminente diplomata britânico, que ocupou cargos na América Latina, Turquia, Rússia, e serviu por 14 anos como Ministro nos Estados Unidos.

## Início de carreira
Thornton nasceu em Londres, filho de Edward Thornton, um diplomata, que por muitos anos ocupou o cargo de ministro britânico para Portugal e aí sido feito conde de Cacilhas pelo rei D. João IV de Portugal. Foi educado na King's College de Londres, e no Pembroke College, em Cambridge. Entrou para o serviço diplomático, como adido para a missão em Turim, em 1842, ocupou o mesmo cargo no Cidade do México, em 1845, e foi feito Secretário de Legação naquela capital mexicana em 1853.

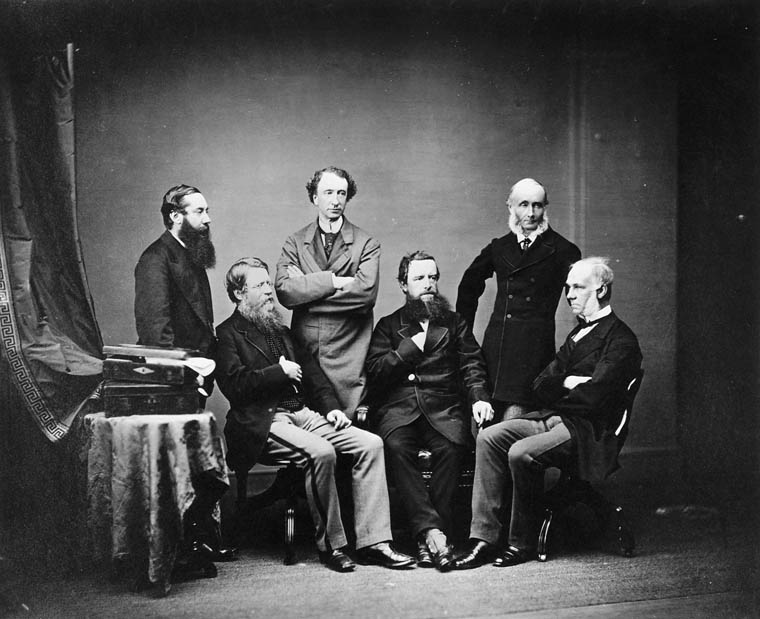
Altos Comissários britânicos para o Tratado de Washington de 1871. Sir Edward Thornton sentado à direita.

Thornton fez muito para encaminhar a conclusão do Tratado de Guadalupe Hidalgo, em 1848. Em 1852, foi nomeado secretário da Legação em Buenos Aires, e encarregado de negócios para o Uruguai em 1854. Ele foi nomeado Ministro da República Argentina, em 1859, e para o Império do Brasil em 1865.